# Aplomya sellersi
Aplomya sellersi là một loài ruồi trong họ Tachinidae.